# Slaget ved Værebro
Slaget ved Værebro stod i 1133 ved Værebro Å imellem Roskilde og Frederikssund mellem kongsemnerne Erik Emune og Magnus den Stærke. Magnus støttede sin far kong Niels og vandt sejren for kongen. Efter nederlaget ved Værebro mistede Erik Emune sin halvbroder Knud Lavards ejendomme i Slesvig, al støtte i Jylland og i sidste ende også herredømmet over Sjælland.
Efter belejringen af Slesvig 1131-1132 og Slaget ved Sejerø i 1132 måtte Erik Emune, der havde støtte fra Jylland, Slesvig og Skåne, opgive Jylland og trække sig tilbage til Sjælland. Han havde stor opbakning blandt borgerne i Roskilde, der fordrev Harald Kesja fra byens borg efter en belejring. Efter at høre det samlede Kong Niels en jysk flåde på omkring hundrede fartøjer med mellem 3.000 og 6.000 mand om bord.
Magnus den Stærke overtog ledelsen fra sin far. Han sejlede ned gennem Roskilde fjord, hvor han fandt Erik Emune med en flåde mellem Værebro Å og Kølholm (omkring Skuldelev, hvor der lå en spærring - Skuldelev-skibene). De kongelige styrker kunne ikke fortsætte og gik i land for at møde oprørshæren ved Værebro Å.
Efter det store slag måtte Erik Emune flygte til Skåne og derfra til Norge for at søge ly under kong Magnus. Mens Erik med sin kone Malmfrid Mstislavlsdatter og frillesøn Svend forblev i Bergen, fór Magnus den Stærke, kong Niels og Harald Kesja hårdt frem mod borgerne i Roskilde, som havde ydet afgørende støtte under belejringen af Haraldsborg, som blev fuldstændigt ødelagt bl.a. med hjælp fra tyske købmænd, der havde bistået med at fremstille en blide.
Harald Kesja lemlæstede alle tyskere, som han kom over og overtalte kongen til at straffe borgere i Roskilde af tysk afstamning med at afskære deres næser. Denne straf blev ellers kun anvendt mod mænd, der bedrev hor. Det vakte stor harme i Tyskland, hvor kong Lothar var blevet kejser. Lothar havde støttet Erik Emune, som var hans undersåt Knud Lavards halvbror.